# Sphaerulina polyspora
Sphaerulina polyspora är en lavart som beskrevs av F.A. Wolf 1925. Sphaerulina polyspora ingår i släktet Sphaerulina och familjen Mycosphaerellaceae.   Inga underarter finns listade i Catalogue of Life.